# Ishu Patel
Ishu Patel (ਈਸ਼ੂ ਪਟੇਲ) és un director/productor i educador de cinema d'animació indi-canadenc. Durant els seus vint-i-cinc anys a la National Film Board of Canada va desenvolupar tècniques i estils d'animació per donar suport als seus temes i visió. Des de llavors ha produït espots animats per a televisió i ha estat ensenyant a nivell internacional.

## Origen i estudis
Ishu Patel va néixer el 20 d'abril de 1942 a l'estat de Gujarat, Índia.
Va rebre la seva llicenciatura en Belles Arts a la M.S. University of Baroda, Gujarat, després de la qual va ser acceptat a la primera cohort de professors en pràctiques contractats al recentment creat National Institute of Design, Ahmedabad, Gujarat.
Aquesta va ser una escola de disseny excepcional creada pel Govern de l'Índia sota l'auspici de la influent família industrial de Gautam i Gira Sarabhai. L'escola es basava en les recomanacions i la filosofia dels dissenyadors industrials estatunidencs Ray i Charles Eames, tal com es troba a The India Report.
Mitjançant una beca de la Fundació Ford concedida a l'National Institute of Design, Ishu Patel va poder acabar els seus estudis de postgrau en Disseny Gràfic amb Armin Hoffman a l'Allgemeine Gewerbeschule de Basilea, Suïssa, i va tornar a l'National Institute of Design on va ensenyar i es va convertir en Cap de Comunicacions Visuals.

## Carrera
Una beca de la Fundació Rockefeller va portar Ishu Patel al National Film Board of Canada per estudiar cinema d'animació durant un any, i el 1972 es va unir a l'NFB on, durant els següents vint-i-cinc anys sota el mandat de l'NFB Ishu Patel va produir i dirigir pel·lícules d'animació i va ser mentor de joves cineastes d'animació.
Allà va adaptar i va originar diverses tècniques notables: a la pel·lícula abstracta Perspectrum va adaptar la tècnica de Norman McLaren de múltiples passades i exposicions variables; les pel·lícules Afterlife i Top Priority van ser el resultat del descobriment accidental, i després del desenvolupament, de la tècnica de la plastilina sota il·luminació; per a la pel·lícula Paradise va desenvolupar la tècnica del forat d'agulla sota il·luminació amb múltiples passades; i per a The Bead Game va crear els procediments per moure milers de petites perles sota una càmera que sempre augmentava el zoom.
Va coproduir projectes d'animació amb NHK del Japó i Channel Four de Gran Bretanya, i va contribuir amb segments en francès a Sesame Street per a la Canadian Broadcasting Corporation.
Els seus nombrosos premis internacionals inclouen el Premi BAFTA, dues nominacions a l'Oscar, el Premi Ós de Plata al Festival de Cinema de Berlín, el Gran Premi al Festival Internacional de Cinema d'Animació d'Annecy i el Gran Premi al Festival Internacional de Cinema de Montreal. És especialment conegut per la seva pel·lícula de 1977 Bead Game, que va ser nominada a un premi de l'Acadèmia.

## Ensenyament i Classes magistrals
A través del Programa de divulgació del National Film Board of Canada Ishu Patel va realitzar tallers d'animació amb artistes inuit de Cape Dorset, amb treballadors de camp sanitaris a Ghana i amb estudiants de l'antiga Iugoslàvia, Corea, el Japó i els Estats Units. Durant aquests anys va tornar regularment a Ahmedabad, Índia, on sovint va ensenyar els seus enfocaments i tècniques als estudiants d'animació de la seva alma mater l'National Institute of Design, i va contribuir amb certa ajuda en la formulació del programa d'animació.
Després de deixar l'NFBC, va dur a terme tallers d'estudiants i classes magistrals a tot Àsia, tutoritzant professors joves i desenvolupant plans d'estudis. Ha dirigit classes magistrals a la Bezalel Academy of Art and Design, Jerusalem, i l'Animation Image Society de Toronto, a l'Escola d'Animació de la Communication University of China, Pequín, i a l'Escola d'Animació. , Southwest University of Nationalities, Chengdu, Xina. Ishu Patel va ser convidat especial i va realitzar projeccions i una classe magistral el dia 7. Big Cartoon Festival a Moscou, Rússia, novembre de 2014. Va ser professor visitant a l'Escola d'Art, Disseny i Mitjans de Comunicació, Nanyang Technological University, Singapur.

## Filmografia
- Moondust
- Divine Fate
- Paradise (Paradis)[9]
- Top Priority
- Afterlife[10]
- Bead Game[11]
- Perspectrum[12][13]
- How Death Came to Earth

## Premis
Moondust:
- 2009: PREMI A L'EXCEL·LÈNCIA - ANIMACIÓ, 50th Annual Illustration Exhibition, Nova York, EUA

Divine Fate:
- 1995: PREMI UNICEF, Ottawa International Animation Film Festival, Ottawa, CANADÀ
- 1995: MEDALLA DE PLATA - ECOLOGIA, Festival Internacional de Cinema Medikinale, Parma, ITALIA
- 1994: DISTINCIÓ ESPECIAL AL SEU MISSATGE, Festival Internacional de Cinema d'Animació d'Annecy, Annecy, FRANÇA

Paradise/Paradis:
- 1985: NOMINACIÓ A L'OSCAR AL MILLOR CURTS D'ANIMATITZACIÓ, 57th Annual Academy of Motion Picture Arts and Sciences, Hollywood, Califòrnia, EUA[9]
- 1985: PREMI OS DE PLATA, 35th Berlin Film Festival, Berlín, ALEMANYA
- 1985: PREMI ESPECIAL DEL JURAT, 25th International Animation Film Festival, Annecy, FRANÇA
- 1985: PRIMER PREMI DE CURTS TEATRALS, Melbourne Film Festival, Melbourne, AUSTRALIA
- 1985: PREMI ESPECIAL MILLOR PEL·LÍCULA PER A JOVES, 23è Festival Internacional de Cinema Infantil i Juvenil, Gijón, ESPANYA
- 1985: PRIMER PREMI, 1st Los Angeles International Animation Celebration, Los Angeles, EUA

Top Priority:
- 1983: PREMI BLUE RIBBON HUMAN CONCERN, 25th American Film Festival, Nova York, Nova York, EUA
- 1982: MILLOR CURTmetratge, XXIV Seaman International De Cinema, Barcelona, ESPANYA
- 1982: RECONEIXEMENT ESPECIAL AL MÈRIT, Los Angeles Film Exhibition Filmex, Los Angeles, EUA

Afterlife:
- 1979: GRAN PREMI, 12th International Animation Film Festival, Annecy, FRANÇA
- 1979: PREMI A L'ASSSELL EXCEPTOR, London Film Festival, Londres, ANGLETERRA
- 1979: HONOR ESPECIAL, Los Angeles International Film Exhibition Filmex, Los Angeles, EUA
- 1978: GRAND PRIX DE MONTREAL, World Film Festival, categoria de curtmetratges, Montreal, CANADÀ
- 1978: HUGO DE PLATA, 14th International Film Festival, Chicago, EUA
- 1978: PREMI ETROG: MILLOR PEL·lícula d'animació, Canadian Film Awards, Toronto, CANADÀ

Bead Game
1978: NOMINACIÓ A L'OSCAR AL MILLOR CURTS D'ANIMATITZACIÓ, 50th Annual Academy of Motion Picture Arts and Sciences, Hollywood, Califòrnia, EUA
- 1978: MILLOR CURTmetratge de ficció, British Academy of Film and Television Arts, Londres, ANGLETERRA
- 1978: MEDALLA D'OR, PREMI ESPECIAL DEL JURAT, Greater Miami International Film Festival, Miami, EUA
- 1978: AWARD OF EXCELLENCE, Film Advisory Board Inc., Los Angeles, USA
- 1978: BLUE RIBBON AWARD - VISUAL ASSAY, 20th Annual American Film Festival, Nova York, EUA
- 1978: MILLOR DE LA CATEGORIA - PEL·LÍCULA COM A ART, Pacific Association for Communication and Technology Film Festival, Honolulu, EUA
- 1977: PREMI ESPECIAL D'ANIMACIÓ, Festival Internacional de Curtmetratges i Documentals de Cinema i Televisió, Leipzig, REPÚBLICA DEMOCRÀTICA ALEMANYA[14]

## Membre de jurats
- 2015: President del Jurat Internacional - Animació, 18th Shanghai International Film Festival, Xangai, XINA
- 2014: Membre del jurat internacional, SICAF (Festival internacional de dibuixos animats i animació de Seül), Seül, COREA DEL SUD
- 2013: Membre del jurat internacional, AniWow Student Animation Film Festival, Beijing, XINA
- 2009: President, Jurat Internacional, Etiuda & Anima International Film Festival, Cracòvia, POLÒNIA
- 1997: Membre del Jurat Internacional, SICAF (Festival Internacional de Dibuixos i Animació de Seül), Seül, COREA DEL SUD
- 1995: Membre del jurat internacional, Film and Video Festival on Science, Society and Development, Trivandrum, INDIA
- 1990: Membre del jurat internacional, Bombay International Film Festival for Documentary Short and Animated Films, Bombai, ÍNDA
- 1987: President, Jurat Internacional, Zagreb International Animation Film Festival, Zagreb, CROÀCIA
- 1985: Membre del Jurat Internacional, 1er Festival Internacional de Cinema d'Animació HIROSHIMA '85, Hiroshima, JAPÓ ref>«Ishu Patel Animation & Photography | Awards-&-Juryships | 1».</ref>